# American Association for the Advancement of Science

Logo

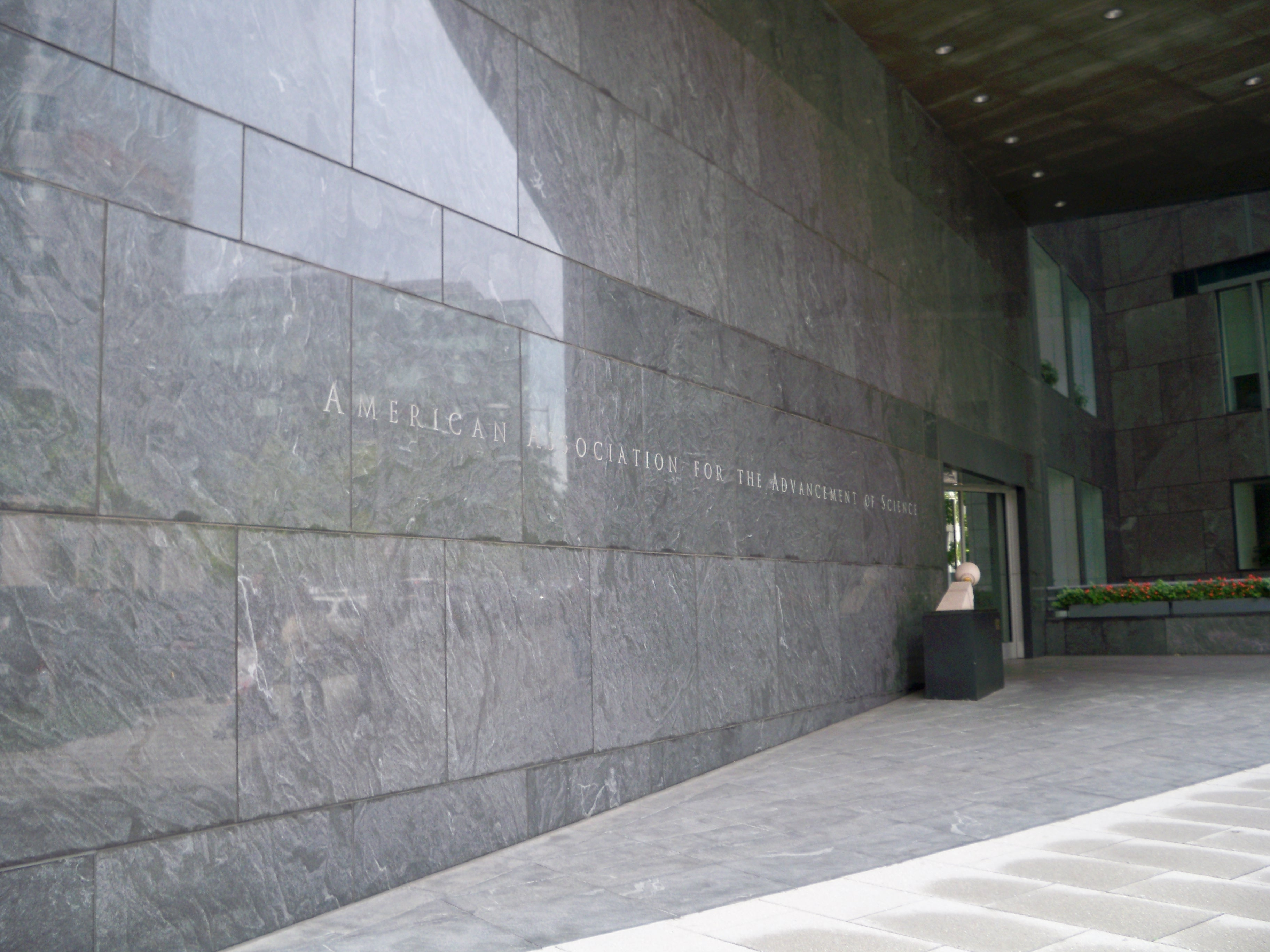
Zentrale in Washington

Die American Association for the Advancement of Science, auch genannt „Triple A-S“ (AAAS), ist die weltweit größte wissenschaftliche Gesellschaft und Herausgeberin mehrerer Zeitschriften, darunter Science und Science Advances. Der Leitspruch lautet „advance science and serve society“ (die Wissenschaft fördern und der Gesellschaft dienen), und der Auftrag der Gesellschaft sind der wissenschaftliche Fortschritt und weltweite Entwicklungen zugunsten der Menschheit. Sitz der Gesellschaft ist Washington, D.C.

## Geschichte
Die Organisation wurde am 20. September 1848 im US-amerikanischen Bundesstaat Pennsylvania gegründet. Ihr erster Präsident war William Charles Redfield und laut ihrer ersten Vereinssatzung bestand das Ziel der Gesellschaft darin, den wissenschaftlichen Dialog und die wissenschaftliche Kooperation durch regelmäßige Treffen zu fördern.
Zu Beginn hatte die Gesellschaft nur 87 Mitglieder, diese Zahl nahm aber rasch zu, und schon 1860 (zur Zeit, als der Amerikanische Bürgerkrieg ausbrach) zählte sie über 2000 Mitglieder. Seither ist diese Zahl noch weiter gewachsen, und heute umfasst die Organisation laut eigenen Angaben über 272 andere Verbände und 10 Millionen Individuen.
Im Gegensatz zu der National Academy of Sciences steht die AAAS jedermann als Mitglied offen. Fellows dagegen werden ernannt.
Seit 1985 vergibt die Gesellschaft den AAAS Philip Hauge Abelson Prize für Verdienste um die Wissenschaften in den USA.

## EurekAlert!
Die AAAS gründete 1996 die Website EurekAlert!, einen redaktionell unabhängigen, gemeinnützigen Dienst zur Verbreitung von Pressemitteilungen, der alle Bereiche der Wissenschaft, Medizin und Technologie abdeckt.
EurekAlert! bietet Nachrichten auf Englisch, Spanisch, Französisch, Deutsch, Portugiesisch, Japanisch, und (seit 2007) auch auf Chinesisch an.
Die angestellten Journalisten sowie die Zulassungsrichtlinien erfüllende Freiberufler können auf die neuesten wissenschaftlichen Studien bereits vor der Veröffentlichung zugreifen. Sie erhalten so in Übereinstimmung mit den Richtlinien der US-Börsenaufsichts Regulation Fair Disclosure auch Informationen, die noch unter Sperrfrist (Embargo) stehen.
Bis Anfang 2018 haben sich mehr als 14.000 Reporter aus mehr als 90 Ländern für den kostenlosen Zugang zu unter solchem Embargo stehenden Materialien registriert.
Mehr als 5.000 aktive Öffentlichkeitsbeauftragte von 2.300 Universitäten, akademischen Zeitschriften, Regierungsbehörden und medizinischen Zentren sind berechtigt, neue Veröffentlichungen über das System an Berichterstatter und die Öffentlichkeit weiterzugeben.
1998 konterten europäische Wissenschaftsorganisationen Eurekalert! mit Gründung des Presseverteilers AlphaGalileo.
EurekAlert! wurde gelegentlich kritisiert wegen mangelnder Standards für Pressemitteilungen (2020) oder wegen der Erzeugung von Churnalismus (2010, 2012, 2014, 2018).